# 마음의 고향 (1984년 영화)
《마음의 고향》(영어: Places in the Heart)는 1984년에 개봉된 미국의 드라마 영화로, 대공황 시기 텍사스주의 한 가족의 이야기를 다룬다. 로버트 벤턴가 연출하고, 샐리 필드, 린지 크라우스, 에이미 매디건, 존 맬커비치, 대니 글러버, 테리 오퀸 등이 출연하였다.
영화는 제57회 아카데미상에서 각본상과 여우 주연상(샐리 필드)을 수상했으며, 작품상, 감독상, 여우 조연상, 남우 조연상, 의상상은 후보에 그쳤다. 제35회 베를린 국제 영화제에서는 은곰상 감독상을 수상했다.

## 출연진
- 샐리 필드 - 에드나 스폴딩 역
- 린지 크라우스 - 마거릿 로맥스 역
- 대니 글러버 - 모지스 “모즈” 역
- 존 맬커비치 - 윌 씨 역
- 에드 해리스 - 웨인 로맥스 역
- 레이 베이커 - 로이스 스폴딩 보안관 역
- 에이미 매디건 - 바이올라 켈시 역
- 얭크턴 해튼 - 프랭크 스폴딩 역
- 제니 제임스 - 포섬 스폴딩 역
- 레인 스미스 - 앨버트 덴비 역
- 테리 오퀸 - 버디 켈시 역
- 버트 렘슨 - 티 톳 하이타워 역
- 제이 패터슨 - W. E. 시먼스 역
- 토니 허드슨 - 어민 역
- 더보리에이 화이트 - 와일리 역